# Fresh Air Intake System
Het Fresh Air Intake System (FAIS) is een stuwluchtinlaatsysteem van Yamaha met slangen vanaf de kuip naar het luchtfilter.
Het werd toegepast op de Yamaha FZR-modellen vanaf 1989.